# 保羅·嘉舍
保羅·嘉舍（Paul Gachet）是一位法國醫生，因在畫家文森·梵谷在瓦茲河畔歐韋爾的最後幾週為他診治而聞名。
保羅·嘉舍是一位藝術家和印象派運動的堅定支持者。他也是一位業餘畫家，作品署名「保羅·範·里塞爾」（Paul van Ryssel），指的是他的出生地：里塞爾是里爾的荷蘭語名稱。